# Mosiera munizii
Mosiera munizii là một loài thực vật có hoa trong Họ Đào kim nương. Loài này được (Borhidi) Bisse mô tả khoa học đầu tiên năm 1985.